# 斯萊京山口
斯萊京山口（英語：Sledging Col）
是南極洲的山口，位於阿蒙森海岸，屬於海斯山脈的一部分，由新西蘭探險隊成員命名，現時由南極條約體系管理。